# ヒュンダイ・ツーソン

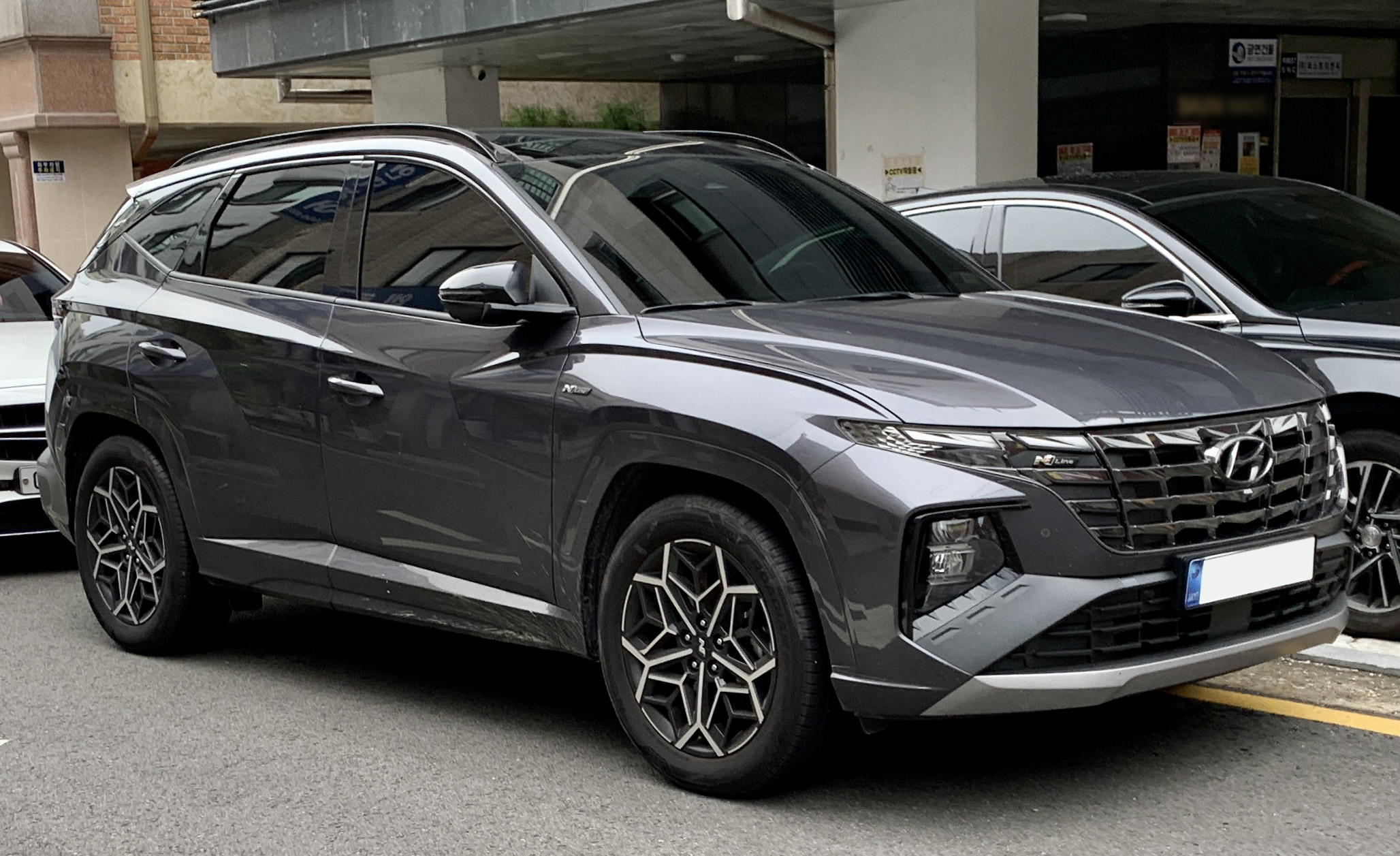
Hyundai Tucson (NX4)

ツーソン（Tucson）は韓国・ヒョンデ自動車の小型クロスオーバーSUVである。姉妹車に子会社である起亜自動車のスポーテージがある。
日本では初代モデルがヒュンダイ・JM（-ジェイエム）の車名で導入されていた。

## 初代（2004 - 2009年　JM型）
2004年発表。車台はXD型エラントラをベースとしており、ボディサイズはサンタフェより一周り小さいが、ワイドフェンダー装備車だと全幅は1830mmとなる。
エンジンは直列4気筒2.0LとV型6気筒2.7Lガソリン、韓国やヨーロッパ向けには直列4気筒2.0Lディーゼルも用意された。駆動方式はFFと4WDの2種類。
日本市場での販売
日本では開発コード名をそのまま車名に採用し「ヒュンダイJM」として市場投入されたが、その理由は2002年以降、日本の商標制度において地名を商標として申請できなくなったためである。それまで販売されていた「サンタフェ」と入れ替わる形で2004年9月より発売された。日本仕様はFF・G4GC型2.0Lエンジンの「2.0GL」「2.0GLS」と4WD・2.7Lエンジンの「2.7GLS」の3グレードが設定された。メーカーオプションとして、GLS系には本革シートとサンルーフを装備した「Lパッケージ」、ワイドフェンダー&ワイドタイヤ装備の「Aパッケージ」が用意され、さらに2.7GLSにはL+Aパッケージをセットした「Fパッケージ」も用意される。
また、2004年に日本国内でグッドデザイン賞を受賞している。

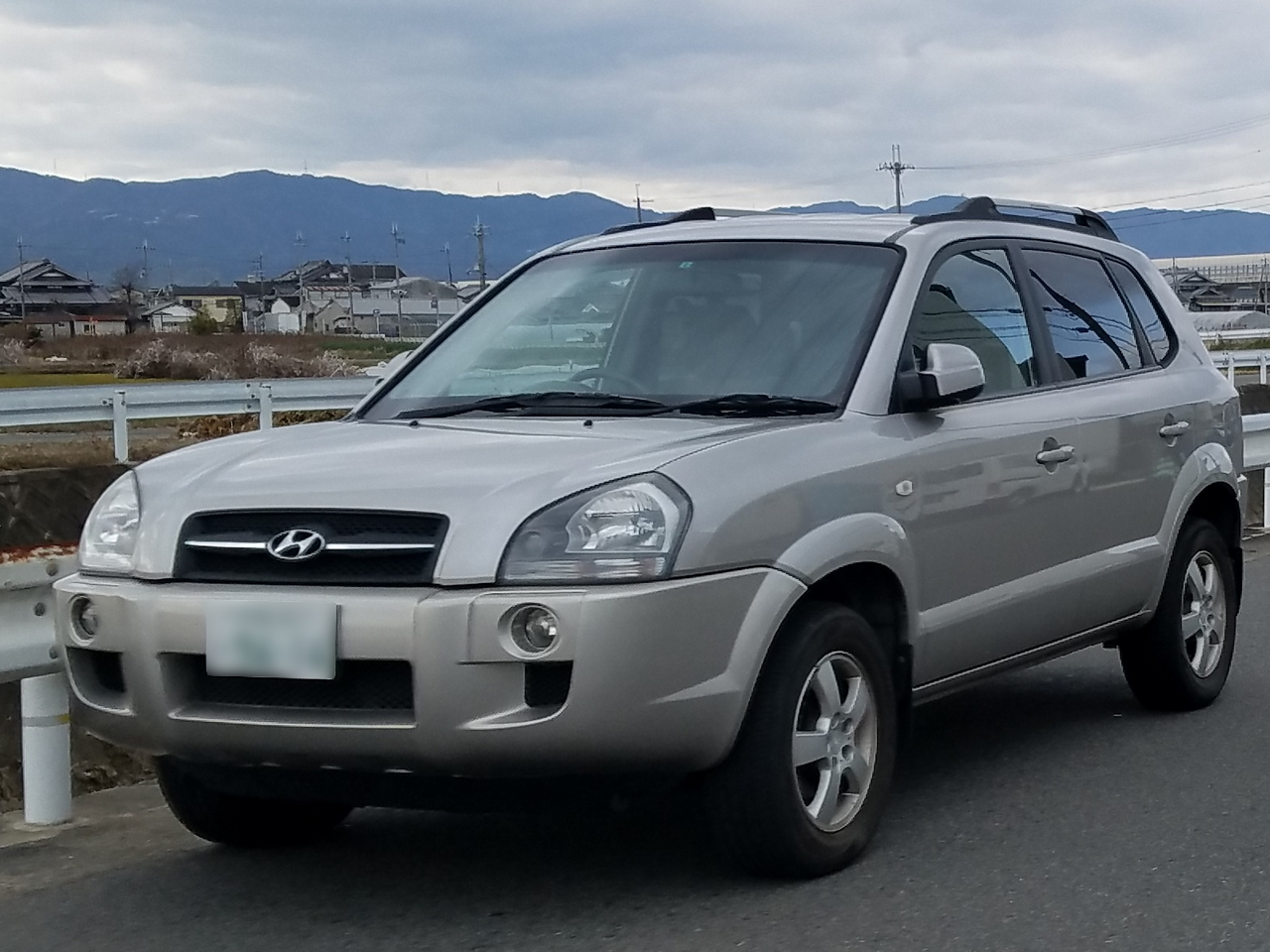
日本仕様車(JM 2.7GLS)
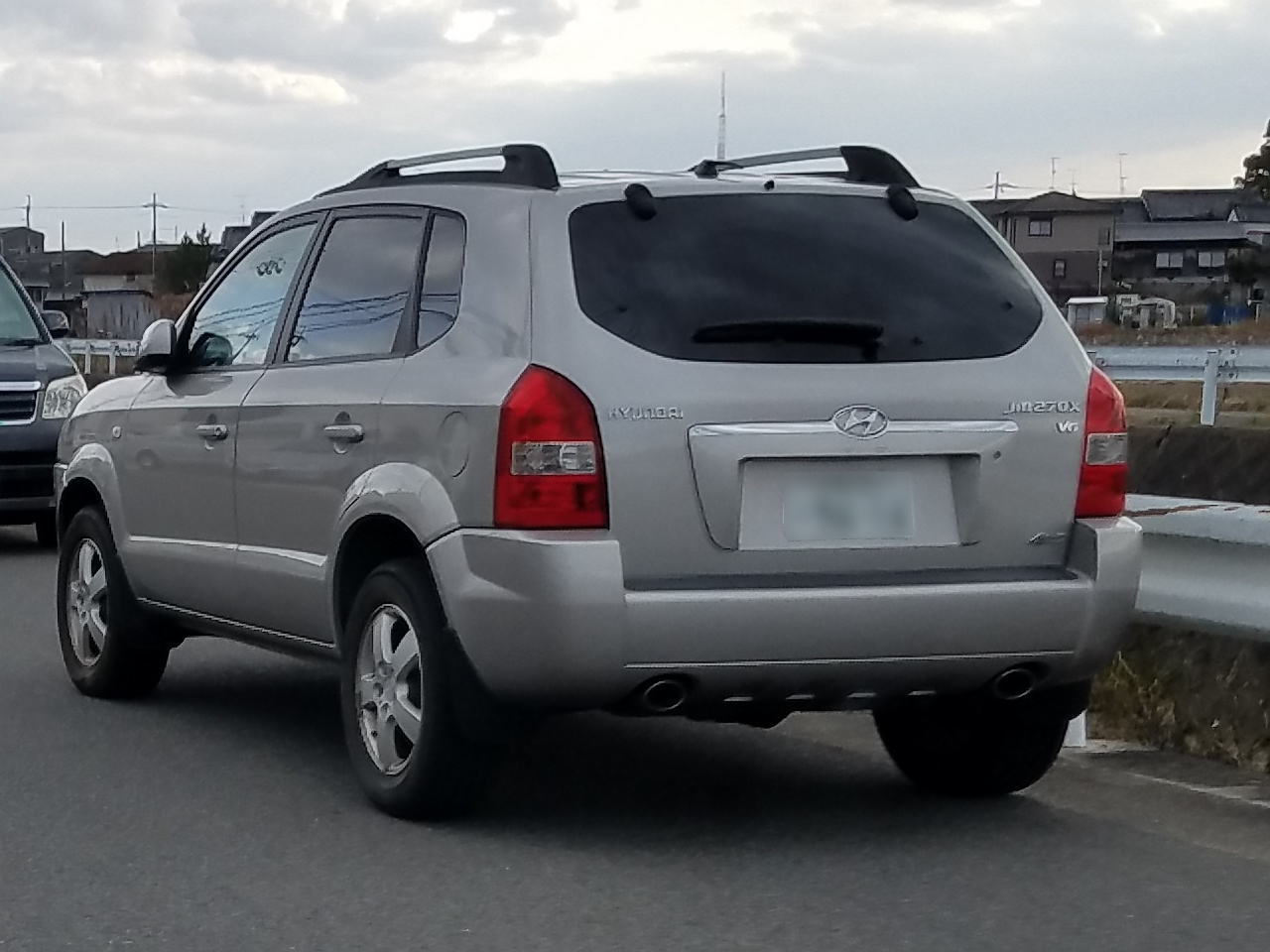
日本仕様車(JM 2.7GLS)

## 2代目(2008 - 2015年　LM型)
2009年8月25日、韓国にて発表。欧州仕様と北米仕様はそれぞれフランクフルトモーターショーとロサンゼルスオートショーで発表された。なお、車名は北米では従来通りであるものの、韓国ではツーソンix、欧州などではヒュンダイ・ix35に改名された。
新型は開発には36ヵ月の期間と2800億ウォンにも及ぶ開発費用を投じられた。YF型ソナタのプラットフォームをベースとし、FFと4WDを用意。エンジンは2LのθIIエンジンと"e-VGT"と呼ばれる2L・ディーゼルエンジンの2種（ともに6速ATとの組み合わせとなる）を用意する。なおディーゼルは欧州のユーロ5をクリアするほど排ガス性能に優れている。ソナタ同様に足踏み式パーキングブレーキや大型ガラスサンルーフ、自発光式メーターなどを採用することでクラスを超えた上質感をアピールしている。グレードは装備に応じて「X20」、「LX20」、「LMX20」の3種を用意。
生産は蔚山工場が担当する。また、欧州向けは起亜自動車のスロバキア・ジリナ工場でスポーテージとともに製造が行われる。
欧州におけるix35の広告で、男性が自宅車庫内で排気ガスを車内に導入し、自殺を図るというCMが流され大きな批判がなされたため、現代自動車は謝罪を余儀なくされた。現代自動車の意図するところは同車の排気ガスが100%安全であるということであるが、同様の方法で親族が自殺した人たちに対し、非常に無神経であるとの非難の声があがっている。
2011年の米国道路安全保険協会（IIHS）が行った小型SUVの衝突安全試験でトップセーフティピックに選ばれた。
尚、燃料電池自動車である「Fuel Cell」は3代目登場後も継続生産・販売される。
リコール
北京汽車（BAICモーター）との合弁企業で2010年4月9日から2011年10月6日の間に生産されたix35にブレーキランプスイッチの不具合が見つかり、12万台強がリコールの対象となった。
| 2代目ツーソン（後期） フロント/リア |  | 2代目ツーソン（後期） フロント/リア |
| 2代目ツーソン（後期） フロント/リア |  |                                     |

## 3代目（2015年 -2020年 TL型）
2015年3月17日、韓国国内にて発表。韓国国内における車名も「ツーソンix」から「ツーソン」に戻った。エンジンについては、2.0LのCRDiに加え、1.7LのCRDiを追加。前者には6速オートマチックならびに6速MT、後者には新開発の7速DCTを組み合わせている。
スタイリングについては、最新のデザインアイコン「fluidic sculpture（流体の彫刻）」の進化版である「fluidic sculpture 2.0」に則った流麗なものへと変貌を遂げ、ボディについては、衝突時の安全性を高めるために超高張力鋼の比率を18％から51％に引き上げ、前方の障害物を感知して車両を止まらせる自動緊急停止装置（AEB）を韓国製SUVで初めて導入した。
また、新たなグレードとして、通常のグレードに加えて、内外装の色合いをセドナオレンジやアラブルーなどに変更できる「フィーバー（FEVER）」シリーズも用意された。
2016年の米国道路安全保険協会（IIHS）が行った小型SUVの衝突安全試験で最も安全な車（トップセーフティピック+）に選ばれた。IIHS独自のスモールオーバーラップ前突試験でも最高評価の「良好」（Good）となっている。

## 4代目（2020年 -  NX4型）
2020年9月14日、オンライン上で発表。フロントにはLEDヘッドライトとランニングライトが一体となった、パラメトリック・ヒドゥンライトと呼ばれるフロントグリルを採用。リアにはワイドなテールランプやスポイラーに隠されたリアワイパー、リアウィンドウに組み込まれたブランドロゴなどが個性を強調する。
ボディサイズは全長、全幅共に拡大。ホイールベースは2,680mmと2,755mmの2種類が用意され、ヨーロッパではショートホイールベース版のみ、北米と韓国ではロングホイールベース版のみが導入される。尚、ロングホイールベース版はNQ5型キア・スポーテージとホイールベースが同寸である。
インテリアは、10.25インチフルタッチスクリーンや物理ボタンを排除したナビゲーションディスプレイでモダンな雰囲気を演出している。また、Apple CarPlayやAndroid Autoを標準装備した。

## 名称の由来
- Tucson - アメリカ合衆国アリゾナ州の都市「ツーソン」。
- JM - 「ジョイフル・ムーバー」の略。